# 番国故城遗址
番国故城遗址是一座东周时期古城遗址，位于中国河南省固始县城北。是中国国务院公布的第五批全国重点文物保护单位。
1978年春，在遗址东南1.5公里处的侯古堆一號墓陪葬坑出土的一套编钟上铸有“番子臣周”铭文，为番国器物。
现时开发方面，固始城北遗址范围内辟有古城公园，免费向市民开放。另外固始城区沿遗址西侧有一条南北向街道，名为古城路，亦得名于此遗址。